# Стари Град (Маколе)
Стари Град (словен. Stari Grad) је насељено место у општини Маколе, Подравска регија, Словенија.

## Историја
До територијалне реорганизације у Словенији био је у саставу старе општине Словенска Бистрица.

## Становништво
У попису становништва из 2011. године, Стари Град је имао 248 становника.
| Број становника према пописима | Број становника према пописима | Број становника према пописима |
| ------------------------------ | ------------------------------ | ------------------------------ |
| 1991                           | 2002                           | 2011                           |
| 288                            | 251                            | 248                            |

Напомена: До 1955. исказивано под именом Света Ана. Године 2017. извршена је мала размена територија између насеља Варош, Дежно при Маколах и Стари Град. Године 2018. извршена је мања размена територије између насеља Јеловец при Маколах и Стари Град.